# تصفيات بطولة آسيا تحت 19 سنة لكرة القدم 2014
تصفيات بطولة آسيا تحت 19 سنة لكرة القدم 2014 هي المرحلة المؤهلة لنهائيات بطولة آسيا تحت 19 سنة 2014، والتي من المقرر أن تعقد في ميانمار. أجريت قرعة التصفيات يوم 26 أبريل 2013 في كوالالمبور، ماليزيا.

## الشكل
صاحب المركز الأول في كل مجموعة من المجموعات التسع إلى جانب أفضل ستة منتخبات تحصل على المركز الثاني وميانمار المضيفة يمضون قدما نحو البطولة النهائية. وتستضيف كل من قطر والأردن والعراق وإيران وفلسطين وهونغ كونغ وإندونيسيا وتايلاند والصين تصفيات المجموعات التي يشارك بها 40 بلدا.

## أهلية اللاعبين
اللاعبين الذين ولدوا بعد 1 يناير 1995 هم فقط من يحق لهم التنافس في تصفيات البطولة.

## المجموعات

### المجموعة أ
- ستلعب المباريات في قطر (يو تي سي+3).

| مفاتيح الألوان في جدول المجموعات                                |
| --------------------------------------------------------------- |
| متصدر المجموعة 9 يتأهل إلى النهائيات 2014 في ميانمار            |
| صاحب احسن المركز الثاني ال6 يتأهل إلى النهائيات 2014 في ميانمار |

| المجموعة | المنتخب    | المباريات | الفوز | التعادل | الخسارة | له | عليه | الفارق | النقاط |
| -------- | ---------- | --------- | ----- | ------- | ------- | -- | ---- | ------ | ------ |
| أ        | قطر        | 4         | 4     | 0       | 0       | 13 | 1    | 12     | 12     |
| أ        | أوزبكستان  | 4         | 3     | 0       | 1       | 10 | 3    | 7      | 9      |
| أ        | الهند      | 4         | 1     | 1       | 2       | 3  | 7    | -4     | 4      |
| أ        | تركمانستان | 4         | 1     | 1       | 2       | 4  | 11   | -7     | 4      |
| أ        | النيبال    | 4         | 0     | 0       | 3       | 1  | 10   | -9     | 0      |

| تركمانستان                                                  | 1-2 | نيبال               |
| ----------------------------------------------------------- | --- | ------------------- |
| كريستوفر كريستالدو 58' (ضربة جزاء) · ديدارغيلدي كوفوسوف 79' |     | اسيم جونغ كاركي 16' |

| قطر                                          | 0-2 | الهند |
| -------------------------------------------- | --- | ----- |
| أكرم عفيف 61 ' ( ضربة جزاء) · حسام حسنين 89' |     |       |

| أوزبكستان       | 0-1 | تركمانستان |
| --------------- | --- | ---------- |
| سيدوف اندري 77' |     |            |

| الهند          | 0-1 | نيبال |
| -------------- | --- | ----- |
| نوني فاياز 86' |     |       |

| نيبال | 5-0 | أوزبكستان                                                                                           |
| ----- | --- | --------------------------------------------------------------------------------------------------- |
|       |     | نجم الدين نورم رادوف 14' · وايلدور شامرادوف 35 '، 62 '، 71' · نجم الدين نورم رادوف 49' ( ضربة جزاء) |

| تركمانستان | 7-0 | قطر                                                                                      |
| ---------- | --- | ---------------------------------------------------------------------------------------- |
|            |     | ناصر إبراهيم 10 '، 23 '، 55' · جاسم الجلبي 29' · أحمد السعدي 66 '، 85' · سيرغين ثيام 89' |

| أوزبكستان                                     | 0–3 | الهند |
| --------------------------------------------- | --- | ----- |
| أصل الدين ابدييف 44 '، 63' · بوبير دولتوف 51' |     |       |

| نيبال | 2–0 | قطر                                |
| ----- | --- | ---------------------------------- |
|       |     | ناصر إبراهيم 57' · وحسام حسنين 72' |

| الهند                               | 2–2 | تركمانستان                                                   |
| ----------------------------------- | --- | ------------------------------------------------------------ |
| غولوي سارثاك 48' · اودانتا سينغ 84' |     | الياس بيردي بيرينوف 9' ( ضربة جزاء) · ديدارغيلدي كوفوسوف 85' |

| قطر                                  | 1–2 | أوزبكستان               |
| ------------------------------------ | --- | ----------------------- |
| أكرم حسن 23'، 56' ( ضربة جزاء )، 87' |     | زابيخيلو اورينبوييف 85' |

### المجموعة ب
- ستلعب المباريات في الأردن (يو تي سي+3).

| مفاتيح الألوان في جدول المجموعات                                |
| --------------------------------------------------------------- |
| متصدر المجموعة 9 يتأهل إلى النهائيات 2014 في ميانمار            |
| صاحب احسن المركز الثاني ال6 يتأهل إلى النهائيات 2014 في ميانمار |

| المجموعة | المنتخب      | المباريات | الفوز | التعادل | الخسارة | له | عليه | الفارق | النقاط |
| -------- | ------------ | --------- | ----- | ------- | ------- | -- | ---- | ------ | ------ |
| ب        | الإمارات     | 4         | 4     | 0       | 0       | 15 | 1    | 14     | 12     |
| ب        | اليمن        | 4         | 3     | 0       | 1       | 9  | 3    | 6      | 9      |
| ب        | الأردن       | 4         | 1     | 1       | 2       | 3  | 5    | -2     | 4      |
| ب        | جزر المالديف | 4         | 1     | 1       | 2       | 1  | 8    | -7     | 4      |
| ب        | أفغانستان    | 4         | 0     | 0       | 4       | 1  | 12   | -11    | 0      |

| المالديف         | 0-1 | أفغانستان |
| ---------------- | --- | --------- |
| أحمد رضوان 1+45' |     |           |

| الإمارات العربية المتحدة        | 1-2 | اليمن          |
| ------------------------------- | --- | -------------- |
| مروان علي 31' · أحمد ربيع 1+45' |     | علي حافظ 1+90' |

| اليمن                                                | 0-3 | أفغانستان |
| ---------------------------------------------------- | --- | --------- |
| علي حافظ 1+45' · سليمان حزام 69' · وهيب المفتي 2+90' |     |           |

| الأردن | 0-0 | المالديف |
| ------ | --- | -------- |
|        |     |          |

| المالديف | 5-0 | الإمارات العربية المتحدة                                                                           |
| -------- | --- | -------------------------------------------------------------------------------------------------- |
|          |     | أحمد سالمين 8' · عبدالله غانم 38' · منصور شوكان 50' · خلفان مبارك 57' (ضربة جزاء) · علي سالمين 70' |

| أفغانستان             | 2-1 | الأردن            |
| --------------------- | --- | ----------------- |
| مير أحمد فارشيد 2+90' |     | بهاء فيصل 2'، 66' |

| أفغانستان | 6-0 | الإمارات العربية المتحدة |
| --------- | --- | --- |
|           |     | خلفان مبارك 24' (ضربة جزاء) · راشد الهاجري 41' (ضربة جزاء) · منصور شوكان 44' · أحمد الهاشم 55' (ضربة جزاء) · وأحمد ربيع 74' · ومحمد العبدالله 81' (ضربة جزاء) |

| الأردن           | 2-1 | اليمن                                  |
| ---------------- | --- | -------------------------------------- |
| علاء المرافي 14' |     | علاء الدين نعمان 19' · سليمان عبدو 79' |

| اليمن                                            | 0-3 | المالديف |
| ------------------------------------------------ | --- | -------- |
| سليمان عبدو 8 '، 83' · خالد حسين 60' (ضربة جزاء) |     |          |

| الإمارات العربية المتحدة         | 0-2 | الأردن |
| -------------------------------- | --- | ------ |
| أحمد الهاشمي 36' · أحمد ربيع 47' |     |        |

### المجموعة ت
- ستلعب المباريات في العراق (يو تي سي+3).

| مفاتيح الألوان في جدول المجموعات                                |
| --------------------------------------------------------------- |
| متصدر المجموعة 9 يتأهل إلى النهائيات 2014 في ميانمار            |
| صاحب احسن المركز الثاني ال6 يتأهل إلى النهائيات 2014 في ميانمار |

| المجموعة | المنتخب | المباريات | الفوز | التعادل | الخسارة | له | عليه | الفارق | النقاط |
| -------- | ------- | --------- | ----- | ------- | ------- | -- | ---- | ------ | ------ |
| ت        | العراق  | 3         | 2     | 1       | 0       | 6  | 0    | 6      | 7      |
| ت        | الكويت  | 3         | 1     | 1       | 1       | 3  | 2    | 1      | 4      |
| ت        | بنغلادش | 3         | 1     | 1       | 1       | 1  | 6    | -5     | 4      |
| ت        | باكستان | 3         | 0     | 1       | 2       | 1  | 6    | -5     | 1      |

| باكستان       | 1-3 | الكويت                                  |
| ------------- | --- | --------------------------------------- |
| منصور خان 88' |     | حسين الحربي 7'، 58' · مبارك مبارك 3+45' |

| بنغلاديش | 0-6 | العراق                                                                               |
| -------- | --- | ------------------------------------------------------------------------------------ |
|          |     | علاء علي 20' · شيركو كريم 26'، 35' · أمجد عطوان 37' · بشار ريسان 69' · سجاد حسين 81' |

| العراق                             | 3-0 | باكستان |
| ---------------------------------- | --- | ------- |
| سامر مجيد 26'، 28' · محمد سلام 60' |     |         |

| الكويت | 0-1 | بنغلاديش      |
| ------ | --- | ------------- |
|        |     | روبيل ميا 66' |

| بنغلاديش | 0-0 | باكستان |
| -------- | --- | ------- |
|          |     |         |

| الكويت | 0-0 | العراق |
| ------ | --- | ------ |
|        |     |        |

### المجموعة ث
- ستلعب المباريات في إيران (يو تي سي+3:30).

| مفاتيح الألوان في جدول المجموعات                                |
| --------------------------------------------------------------- |
| متصدر المجموعة 9 يتأهل إلى النهائيات 2014 في ميانمار            |
| صاحب احسن المركز الثاني ال6 يتأهل إلى النهائيات 2014 في ميانمار |

| المجموعة | المنتخب   | المباريات | الفوز | التعادل | الخسارة | له | عليه | الفارق | النقاط |
| -------- | --------- | --------- | ----- | ------- | ------- | -- | ---- | ------ | ------ |
| ث        | إيران     | 3         | 3     | 0       | 0       | 9  | 1    | 8      | 9      |
| ث        | السعودية  | 3         | 2     | 0       | 2       | 7  | 2    | 5      | 6      |
| ث        | لبنان     | 3         | 0     | 1       | 2       | 2  | 8    | -6     | 1      |
| ث        | طاجيكستان | 3         | 0     | 1       | 2       | 0  | 7    | -7     | 1      |

| لبنان          | 1-2 | السعودية                                     |
| -------------- | --- | -------------------------------------------- |
| علي شهاب 1+45' |     | حمد الشهري 74' (ضربة جزاء) · عادل المشيط 76' |

| طاجيكستان | 0-2 | إيران                                          |
| --------- | --- | ---------------------------------------------- |
|           |     | باباك عبد الله زاده 46' · الفتح إيان علي 2+90' |

| السعودية                                                                                        | 5-0 | طاجيكستان |
| ----------------------------------------------------------------------------------------------- | --- | --------- |
| عادل علي المشيط 21' · عطية الشمري 32' · سعد الخيري 37' · حمد الشهري 89' · عبد الله الجوبي 1+90' |     |           |

| إيران                                                                               | 6-1 | لبنان        |
| ----------------------------------------------------------------------------------- | --- | ------------ |
| الفتح إيان علي 2' · ارمين سحربيان 22'، 86' · سردار Azmoun 37'، 75' · ميلاد شيفا 47' |     | محمد سالم 7' |

| طاجيكستان | 0-0 | لبنان |
| --------- | --- | ----- |
|           |     |       |

| السعودية | 0-1 | إيران         |
| -------- | --- | ------------- |
|          |     | سعيد اغاي 38' |

### المجموعة ج
- ستلعب المباريات في فلسطين (يو تي سي+3).

| مفاتيح الألوان في جدول المجموعات                                |
| --------------------------------------------------------------- |
| متصدر المجموعة 9 يتأهل إلى النهائيات 2014 في ميانمار            |
| صاحب احسن المركز الثاني ال6 يتأهل إلى النهائيات 2014 في ميانمار |

| المجموعة | المنتخب | المباريات | الفوز  | التعادل | الخسارة | له     | عليه   | الفارق | النقاط |
| -------- | ------- | --------- | ------ | ------- | ------- | ------ | ------ | ------ | ------ |
| ج        | عمان    | 2         | 2      | 0       | 0       | 3      | 0      | 3      | 3      |
| ج        | فلسطين  | 2         | 0      | 1       | 1       | 1      | 2      | -1     | 1      |
| ج        | البحرين | 2         | 0      | 1       | 1       | 1      | 3      | -2     | 1      |
| ج        | سوريا   | انسحبت    | انسحبت | انسحبت  | انسحبت  | انسحبت | انسحبت | انسحبت | انسحبت |

| البحرين | 0-2 | عمان                                                                       |
| ------- | --- | -------------------------------------------------------------------------- |
|         |     | حاتم الرشادي 34' · أحمد الخلاصي اللاعب البحريني 75' (بالخطأ في مرمى فريقه) |

| عمان            | 1-0 | فلسطين |
| --------------- | --- | ------ |
| مروان مبارك 76' |     |        |

| فلسطين          | 1-1 | البحرين         |
| --------------- | --- | --------------- |
| داود صلاح 1+90' |     | مروان مبارك 56' |

### المجموعة ح
- ستلعب المباريات في ماليزيا (يو تي سي+8).

| مفاتيح الألوان في جدول المجموعات                                |
| --------------------------------------------------------------- |
| متصدر المجموعة 9 يتأهل إلى النهائيات 2014 في ميانمار            |
| صاحب احسن المركز الثاني ال6 يتأهل إلى النهائيات 2014 في ميانمار |

| المجموعة | المنتخب   | المباريات | الفوز  | التعادل | الخسارة | له     | عليه   | الفارق | النقاط |
| -------- | --------- | --------- | ------ | ------- | ------- | ------ | ------ | ------ | ------ |
| ح        | فيتنام    | 3         | 3      | 0       | 0       | 16     | 3      | +13    | 9      |
| ح        | أستراليا  | 3         | 2      | 0       | 1       | 11     | 5      | +6     | 6      |
| ح        | هونغ كونغ | 2         | 1      | 0       | 2       | 2      | 12     | -10    | 3      |
| ح        | تايوان    | 3         | 0      | 0       | 3       | 1      | 10     | -9     | 0      |
| ح        | منغوليا   | انسحبت    | انسحبت | انسحبت  | انسحبت  | انسحبت | انسحبت | انسحبت | انسحبت |

| هونغ كونغ | 7-0 | أستراليا                                                                         |
| --------- | --- | -------------------------------------------------------------------------------- |
|           |     | سكابيتيس 12 '، 48 '، 55 ' ( ضربة جزاء )، 87' · كريستالدو 52 '، 68' · اكسبورو 71' |

| تايوان   | 6-1 | فيتنام                                           |
| -------- | --- | ------------------------------------------------ |
| سوان 89' |     | فونغ 12 '، 55 '، 57' · توان 21 '، · 60' فونغ 87' |

| أستراليا                        | 0-3 | تايوان |
| ------------------------------- | --- | ------ |
| اولسن 20' · ايكونوميدس 21'، 47' |     |        |

| فيتنام                                                             | 1-5 | هونغ كونغ |
| ------------------------------------------------------------------ | --- | --------- |
| فونغ 21'، 47' · توان 35' · مينغ 44 بالخطأ في مرمى فريقه' · سون 61' |     | هين 69'   |

| فيتنام | 1-5 | أستراليا |
| ------ | --- | -------- |
|        |     |          |

| هونغ كونغ          | 0-1 | تايوان |
| ------------------ | --- | ------ |
| لاو هيو تشونغ +90' |     |        |

### المجموعة غ
- ستلعب المباريات في إندونيسيا (يو تي سي+7).

| مفاتيح الألوان في جدول المجموعات                                |
| --------------------------------------------------------------- |
| متصدر المجموعة 9 يتأهل إلى النهائيات 2014 في ميانمار            |
| صاحب احسن المركز الثاني ال6 يتأهل إلى النهائيات 2014 في ميانمار |

| المجموعة | المنتخب        | المباريات | الفوز  | التعادل | الخسارة | له     | عليه   | الفارق | النقاط |
| -------- | -------------- | --------- | ------ | ------- | ------- | ------ | ------ | ------ | ------ |
| غ        | إندونيسيا      | 3         | 3      | 0       | 0       | 9      | 2      | 7      | 9      |
| غ        | كوريا الجنوبية | 3         | 2      | 0       | 1       | 11     | 4      | 7      | 6      |
| غ        | الفلبين        | 3         | 0      | 1       | 2       | 2      | 8      | -6     | 1      |
| غ        | لاوس           | 3         | 0      | 1       | 2       | 3      | 11     | -8     | 1      |
| غ        | غوام           | انسحبت    | انسحبت | انسحبت  | انسحبت  | انسحبت | انسحبت | انسحبت | انسحبت |

| الفلبين | 4-0 | كوريا الجنوبية                                  |
| ------- | --- | ----------------------------------------------- |
|         |     | بارك اين-هيوك 27' · هوانغ هي-تشان 50'، 71'، 77' |

| لاوس | 0-4 | إندونيسيا                                                      |
| ---- | --- | -------------------------------------------------------------- |
|      |     | موكليس هادي 11'، 52' · باولو اوكتافيانوس 85' · ايفان ديماس 89' |

| كوريا الجنوبية                                                                 | 5-1 | لاوس                   |
| ------------------------------------------------------------------------------ | --- | ---------------------- |
| هوانغ هي-تشان 3' · سيول تاي-سو 18' (ضربة جزاء) · ولي جيونغ-بين 29' (ضربة جزاء) |     | سوكتشيندا ناتفاسوك 37' |

| إندونيسيا                                | 2-0 | الفلبين |
| ---------------------------------------- | --- | ------- |
| محمد هارغيانتو 27' · يابيس مالايفاني 84' |     |         |

| إندونيسيا                        | 3-2 | كوريا الجنوبية                                  |
| -------------------------------- | --- | ----------------------------------------------- |
| وسجل ايفان دارمونو 31'، 49'، 87' |     | سيول تاي-سو 33' (ضربة جزاء) · سوه ميونغ-وون 89' |

| الفلبين                                     | 2-2 | لاوس                                  |
| ------------------------------------------- | --- | ------------------------------------- |
| سوكسافان سومانيث 49' · ارميساي كيتافونغ 73' |     | فالنتينو كالفو 44' · دانيال غاديا 90' |

### المجموعة د
- ستلعب المباريات في تايلاند (يو تي سي+7).

| مفاتيح الألوان في جدول المجموعات                                |
| --------------------------------------------------------------- |
| متصدر المجموعة 9 يتأهل إلى النهائيات 2014 في ميانمار            |
| صاحب احسن المركز الثاني ال6 يتأهل إلى النهائيات 2014 في ميانمار |

| المجموعة | المنتخب        | المباريات | الفوز | التعادل | الخسارة | له | عليه | الفارق | النقاط |
| -------- | -------------- | --------- | ----- | ------- | ------- | -- | ---- | ------ | ------ |
| د        | كوريا الشمالية | 3         | 3     | 0       | 0       | 12 | 0    | 12     | 9      |
| د        | تايلاند        | 3         | 2     | 0       | 1       | 10 | 2    | 8      | 6      |
| د        | سنغافورة       | 3         | 1     | 0       | 2       | 3  | 8    | -5     | 3      |
| د        | بروناي         | 3         | 0     | 0       | 3       | 1  | 16   | -15    | 0      |

| بروناي | 0-6 | كوريا الشمالية |
| ------ | --- | --- |
|        |     | رو ميونغ-سونغ 21' (ضربة جزاء) · سو جونغ-هيوك 23' · كيم تشول-مين 31' · تشوي سونغ-ايل 39' · باك تشول-سونغ 64' · كيم كوك-تشول 3+90' |

| سنغافورة | 0-3 | تايلاند                                         |
| -------- | --- | ----------------------------------------------- |
|          |     | ايساريا ماروم 11'، 2+45' · تشينروب سامفاودي 56' |

| كوريا الشمالية                                             | 4-0 | سنغافورة |
| ---------------------------------------------------------- | --- | -------- |
| سو جونغ-هيوك 14' · كين يو-سونغ 24'، 31' · كانغ نام-غون 29' |     |          |

| تايلاند | 7-0 | بروناي |
| --- | --- | ------ |
| تانادول جانساوانغ 10'، 4+90' · ايساريا ماروم 31' · كولاتشات جينتانورم 1+45'، 68' (ضربة جزاء) · فيتيوات سوكجي 54' |     |        |

| تايلاند | 0-2 | كوريا الشمالية                     |
| ------- | --- | ---------------------------------- |
|         |     | سو جونغ-هيوك 10' · كيم يو-سونغ 61' |

| بروناي        | 1-3 | سنغافورة                                        |
| ------------- | --- | ----------------------------------------------- |
| محمد اسري 63' |     | براندون كوه ليم 76'، 86' · جوناثان تان زينغ 83' |

### المجموعة ذ
- ستلعب المباريات في الصين (يو تي سي+8).

| مفاتيح الألوان في جدول المجموعات                                |
| --------------------------------------------------------------- |
| متصدر المجموعة 9 يتأهل إلى النهائيات 2014 في ميانمار            |
| صاحب احسن المركز الثاني ال6 يتأهل إلى النهائيات 2014 في ميانمار |

| المجموعة | المنتخب | المباريات | الفوز | التعادل | الخسارة | له | عليه | الفارق | النقاط |
| -------- | ------- | --------- | ----- | ------- | ------- | -- | ---- | ------ | ------ |
| ذ        | اليابان | 3         | 2     | 1       | 0       | 12 | 2    | 10     | 7      |
| ذ        | الصين   | 3         | 2     | 1       | 0       | 7  | 2    | 5      | 7      |
| ذ        | ماليزيا | 3         | 1     | 0       | 2       | 7  | 8    | -1     | 3      |
| ذ        | ماكاو   | 3         | 0     | 0       | 3       | 0  | 14   | -14    | 0      |

| ماكاو | 0-6 | اليابان                                                                                          |
| ----- | --- | ------------------------------------------------------------------------------------------------ |
|       |     | هاياو كاوابي 9' · هاياو كاوابي 12' · شوتا كانيكو 19' · ياماتو اوتشي 44'، 59' · شوتو كيتاغاوا 89' |

| ماليزيا            | 1-3 | الصين                               |
| ------------------ | --- | ----------------------------------- |
| محمد اليف هيكل 63' |     | زيانغ بايزو 32'، 45' · وي شيهاو 83' |

| اليابان | 5-1 | ماليزيا                    |
| --- | --- | -------------------------- |
| ياماتو اوتشي 3' · شوتا كانيكو 24' (ضربة جزاء) · تسويوشي ميايتشي 77' · تاكومي مينامينو 79' · غينتا ميورا 86' |     | محمد عارف 38' ( ضربة جزاء) |

| الصين                                            | 3-0 | ماكاو |
| ------------------------------------------------ | --- | ----- |
| تانغ شي 54' · وانغ جينزيان 55' · وي جينغزونغ 67' |     |       |

| الصين                | 1-1 | اليابان                                               |
| -------------------- | --- | ----------------------------------------------------- |
| تومويا كوياماتسو 53' |     | غينتا ميورااللاعب الياباني 67' (بالخطأ في مرمى فريقه) |

| ماكاو | 0-5 | ماليزيا                                                                                         |
| ----- | --- | ----------------------------------------------------------------------------------------------- |
|       |     | محمد اليف هيكل 12' · محمد عرفان 22' · اغ محمد هاميروليزام 29' · محمد ربحي 34' · محمد أميرول 81' |

### ترتيب أفضل ستة منتخبات تحصل على المركز الثاني
تقام النهائيات عام 2014 في ميانمار التي ضمنت التأهل بشكل مباشر إلى النهائيات.
1. يتأهل صاحب المركز الأول في كل مجموعة من المجموعات التسع إلى النهائيات (خمس مجموعات من غرب آسيا وأربع مجموعات من شرق آسيا)، وذلك إلى جانب أفضل ستة منتخبات تحصل على المركز الثاني ومنتخب ميانمار المضيف.
2. صاحب المركز الأول في كل مجموعة من المجموعات التسع إلى جانب أفضل ستة منتخبات تحصل على المركز الثاني وميانمار المضيفة يمضون قدما نحو البطولة النهائية.
قواعد الترتيب :
1 مجموع النقاط
2 فارق الأهداف
3 له
4 عليه
5 مباراة فاصلة
| المجموعة | المنتخب        | المباريات | الفوز | التعادل | الخسارة | له | عليه | الفارق | النقاط |
| -------- | -------------- | --------- | ----- | ------- | ------- | -- | ---- | ------ | ------ |
| ذ        | الصين          | 2         | 1     | 1       | 0       | 4  | 2    | 2      | 4      |
| ح        | أستراليا       | 2         | 1     | 0       | 1       | 8  | 5    | 3      | 3      |
| غ        | كوريا الجنوبية | 2         | 1     | 0       | 1       | 6  | 3    | 3      | 3      |
| أ        | أوزبكستان      | 2         | 1     | 0       | 1       | 4  | 2    | 2      | 3      |
| د        | تايلاند        | 2         | 1     | 0       | 1       | 3  | 2    | 2      | 3      |
| ب        | اليمن          | 2         | 1     | 0       | 1       | 3  | 3    | 0      | 3      |
| ث        | السعودية       | 2         | 1     | 0       | 1       | 2  | 2    | 0      | 3      |
| ت        | بنغلاديش       | 2         | 1     | 0       | 1       | 1  | 6    | -5     | 3      |
| ج        | فلسطين         | 2         | 0     | 1       | 1       | 1  | 2    | -1     | 1      |

### المنتخبات المشاركة في نهائيات بطولة آسيا تحت 19 سنة 2014 في ميانمار
- ميانمار (مستضيف)
- قطر (المجموعة أ متصدر)
- أوزبكستان (المجموعة أ احسن وصيف أ)
- الإمارات العربية المتحدة (المجموعة ب متصدر)
- اليمن (المجموعة ب احسن وصيف ب)
- العراق (المجموعة ت متصدر فقط)
- إيران (المجموعة ث متصدر فقط)
- عمان (المجموعة ج متصدر فقط)
- فيتنام (المجموعة ح متصدر)
- أستراليا (المجموعة ح احسن وصيف ح)
- إندونيسيا (المجموعة غ متصدر)
- كوريا الجنوبية (المجموعة غ احسن وصيف غ)
- كوريا الشمالية (المجموعة د متصدر)
- تايلاند (المجموعة د احسن وصيف د)
- اليابان (المجموعة ذ متصدر)
- الصين (المجموعة ذ احسن وصيف ذ)

## روابط خارجية
- موقع الاتحاد الآسيوي لكرة القدم